# Syzygium winckelii
Syzygium winckelii là một loài thực vật có hoa trong Họ Đào kim nương. Loài này được Amshoff miêu tả khoa học đầu tiên năm 1945.